# Virtus Entella 2010-2011
Questa voce raccoglie le informazioni riguardanti la Virtus Entella nelle competizioni ufficiali della stagione 2010-2011.

## Stagione

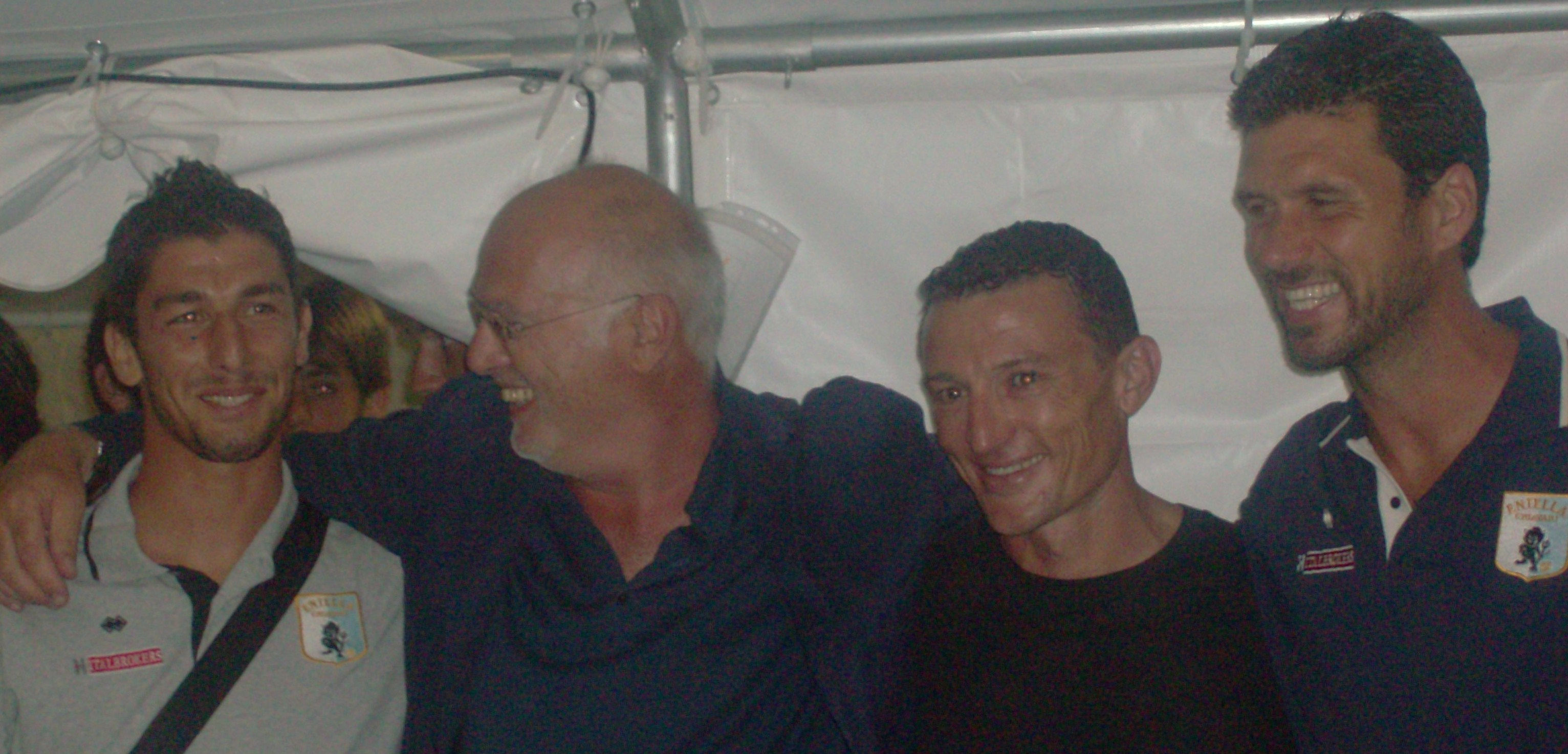
Soragna (ex Capitano), Gozzi (Presidente), Superbi (Direttore Sportivo) e Bacci (ex-allenatore)

A causa dei numerosi posti lasciati liberi da squadre fallite nelle categorie superiori, il 4 agosto 2010 l'Entella viene ripescata in Seconda Divisione, ritornando così nel calcio professionistico dopo 22 anni di lontananza. La squadra chiavarese giocherà nel girone A.
Per la nuova stagione, oltre a Cucchi (Rudianese), Alanga (Savona) e Manoni (Brindisi), lasciano la squadra chiavarese dopo tre anni Bodini (Caperanese), Merzek (Asti) e Campanile mentre Gianpaolo Castorina lascia il calcio giocato e diventa il vice del mister Bacci. Il secondo portiere Otranto, fresco Campione d'Italia con la Juniores, viene mandato in prestito all'Olginatese; vengono confermati invece Paroni, Mosca, Del Brocco, Rega, Malpighi, Hamlili, Cargiolli, Mosto, Vasoio e Soragna. I nuovi acquisti sono Cesare Dondero (portiere), Giuseppe e Francesco Zampano (difensori, in prestito dalla Sampdoria), Matteo Fassina (difensore, dal Pavia), Federico Zaccanti (difensore, dal Legnano), Alessandro Merlin (difensore, dal Carpi e ex Biellese), Stefano Favret (centrocampista, dal Bassano Virtus), Fabio Lorenzini (centrocampista, dalla Pro Vercelli e ex Novara), Antonio Magnani (centrocampista, dal Rosignano Sei Rose), Francesco Marianeschi (centrocampista, dal Fossombrone), Jimmy Fialdini (centrocampista, dal Sorrento e con 153 presenze in Serie B), Pierpaolo Masi (attaccante, dal Casale) e Carmine Marrazzo (attaccante, dal Savona). Il 30 agosto da svincolato arriva poi pure Filippo Mancini, figlio di Roberto Mancini: non metterà mai piede in campo con l'Entella. A ottobre arrivano poi Marco Russo (centrocampista, dalla Canavese) e Giampaolo Ciarcià (regista svincolato dal Benevento in Prima Divisione).
Ad arricchire la stagione arriva anche l'inserimento nel tabellone della Coppa Italia, cui l'Entella non prendeva parte dal 1939-1940; l'avventura si concluderà al primo turno, con una sconfitta contro il Monza per 2-1 ai tempi supplementari con gol di Soragna.
A gennaio dallo Spezia arrivano il difensore Davide Scantamburlo e l'attaccante Nunzio Lazzaro.
A febbraio la Beretti di mister Andrea Scotto partecipa al Torneo di Viareggio piazzandosi al quarto posto nel girone con due punti dietro a Sampdoria (7), Dukla Praga (4) e Vicenza (3). Per la seconda stagione consecutiva, il settore giovanile conquista il titolo di Campione d'Italia di categoria: è la volta del Campionato Nazionale Dante Berretti.
L'allenatore Cristiano Bacci a partire dalla trentunesima giornata viene sostituito da Luca Prina, ex Biellese e Canavese, che in quattro partite ottiene i quattro punti necessari alla salvezza matematica: infatti il 1º maggio con la vittoria esterna per 0-1 contro il Renate alla penultima giornata l'Entella si salva e chiude poi la stagione al 14º posto con 31 punti, quattro in più della Sacilese retrocessa.

## Divise e sponsor
Lo sponsor tecnico per la stagione 2010-2011 è Erreà, mentre lo sponsor ufficiale è Elce Arredamenti.
| Casa | Trasferta | Terza divisa |

## Rosa
| N. |                   | Ruolo | Calciatore          |
| -- | ----------------- | ----- | ------------------- |
|    | Italia (bandiera) | P     | Andrea Paroni       |
|    | Italia (bandiera) | P     | Luca Mosca          |
|    | Italia (bandiera) | P     | Fabrizio Casazza    |
|    | Italia (bandiera) | P     | Cesare Dondero      |
|    | Italia (bandiera) | D     | Salvatore Cannito   |
|    | Italia (bandiera) | D     | Andrea Del Brocco   |
|    | Italia (bandiera) | D     | Matteo Fassina      |
|    | Italia (bandiera) | D     | Andrea Lerini       |
|    | Italia (bandiera) | D     | Alessandro Merlin   |
|    | Italia (bandiera) | D     | Andrea Peso         |
|    | Italia (bandiera) | D     | Domenico Rega       |
|    | Italia (bandiera) | D     | Federico Zaccanti   |
|    | Italia (bandiera) | D     | Francesco Zampano   |
|    | Italia (bandiera) | D     | Giuseppe Zampano    |
|    | Italia (bandiera) | D     | Alessandro Ziino    |
|    | Italia (bandiera) | D     | Nicola Malpighi     |
|    | Italia (bandiera) | D     | Davide Scantamburlo |

| N. |                   | Ruolo | Calciatore                       |
| -- | ----------------- | ----- | -------------------------------- |
|    | Italia (bandiera) | C     | Alessio Cargiolli                |
|    | Italia (bandiera) | C     | Mirko Chiarabini                 |
|    | Italia (bandiera) | C     | Stefano Favret                   |
|    | Italia (bandiera) | C     | Zaccaria Hamlili                 |
|    | Italia (bandiera) | C     | Fabio Lorenzini                  |
|    | Italia (bandiera) | C     | Antonio Magnani                  |
|    | Italia (bandiera) | C     | Amedeo Tacchinardi               |
|    | Italia (bandiera) | C     | Filippo Mancini                  |
|    | Italia (bandiera) | C     | Giampaolo Ciarcià                |
|    | Italia (bandiera) | C     | Jimmy Fialdini                   |
|    | Italia (bandiera) | A     | Francesco Marianeschi            |
|    | Italia (bandiera) | A     | Pierpaolo Masi                   |
|    | Italia (bandiera) | A     | Carmine Marrazzo (vice-capitano) |
|    | Italia (bandiera) | A     | Federico Mosto                   |
|    | Italia (bandiera) | A     | Gianluca Soragna (capitano)      |
|    | Italia (bandiera) | A     | Daniele Vasoio                   |

## Risultati

### Lega Pro Seconda Divisione

#### Girone di andata
| 29 agosto 2010 1ª giornata | Virtus Entella | 0 – 1 | Pro Vercelli |  |

| 5 settembre 2010 2ª giornata | Valenzana | 1 – 1 | Virtus Entella |  |

| 12 settembre 2010 3ª giornata | Virtus Entella | 0 – 1 | Tritium |  |

| 19 settembre 2010 4ª giornata | Feralpisalò | 1 – 0 | Virtus Entella |  |

| 26 settembre 2010 5ª giornata | Virtus Entella | 2 – 1 | Canavese |  |

| 3 ottobre 2010 6ª giornata | Lecco | 2 – 1 | Virtus Entella |  |

| 10 ottobre 2010 7ª giornata | Virtus Entella | 0 – 0 | Sanremese |  |

| 17 ottobre 2010 8ª giornata | Sacilese | 0 – 0 | Virtus Entella |  |

| 24 ottobre 2010 9ª giornata | Virtus Entella | 1 – 1 | Montichiari |  |

| 31 ottobre 2010 10ª giornata | Mezzocorona | 2 – 1 | Virtus Entella |  |

| 7 novembre 2010 11ª giornata | Virtus Entella | 2 – 0 | Rodengo Saiano |  |

| 21 novembre 2010 13ª giornata | Virtus Entella | 1 – 1 | Pro Patria |  |

| 28 novembre 2010 14ª giornata | Casale | 0 – 3 | Virtus Entella |  |

| 5 dicembre 2010 15ª giornata | Virtus Entella | 3 – 2 | Sambonifacese |  |

| 12 dicembre 2010 16ª giornata | Renate | 1 – 0 | Virtus Entella |  |

| 19 dicembre 2010 17ª giornata | Virtus Entella | 2 – 2 | Savona |  |

#### Girone di ritorno
| 16 gennaio 2011 18ª giornata | Pro Vercelli | 1 – 1 | Virtus Entella |  |

| 23 gennaio 2011 19ª giornata | Virtus Entella | 1 – 1 | Valenzana |  |

| 30 gennaio 2011 20ª giornata | Tritium | 1 – 1 | Virtus Entella |  |

| 6 febbraio 2011 21ª giornata | Virtus Entella | 2 – 1 | Feralpisalò |  |

| 13 febbraio 2011 22ª giornata | Canavese | 0 – 0 | Virtus Entella |  |

| 20 febbraio 2011 23ª giornata | Virtus Entella | 1 – 1 | Lecco |  |

| 27 febbraio 2011 24ª giornata | Sanremese | 1 – 1 | Virtus Entella |  |

| 6 marzo 2011 25ª giornata | Virtus Entella | 0 – 2 | Sacilese |  |

| 13 marzo 2011 26ª giornata | Montichiari | 1 – 4 | Virtus Entella |  |

| 20 marzo 2011 27ª giornata | Virtus Entella | 2 – 1 | Mezzocorona |  |

| 27 marzo 2011 28ª giornata | Rodengo Saiano | 0 – 0 | Virtus Entella |  |

| 10 aprile 2011 30ª giornata | Pro Patria | 0 – 2 | Virtus Entella |  |

| 17 aprile 2011 31ª giornata | Virtus Entella | 1 – 0 | Casale |  |

| 23 aprile 2011 32ª giornata | Sambonifacese | 0 – 0 | Virtus Entella |  |

| 1º maggio 2011 33ª giornata | Virtus Entella | 0 – 1 | Renate |  |

| 8 maggio 2011 34ª giornata | Savona | 2 – 3 | Virtus Entella |  |